# NIRCam

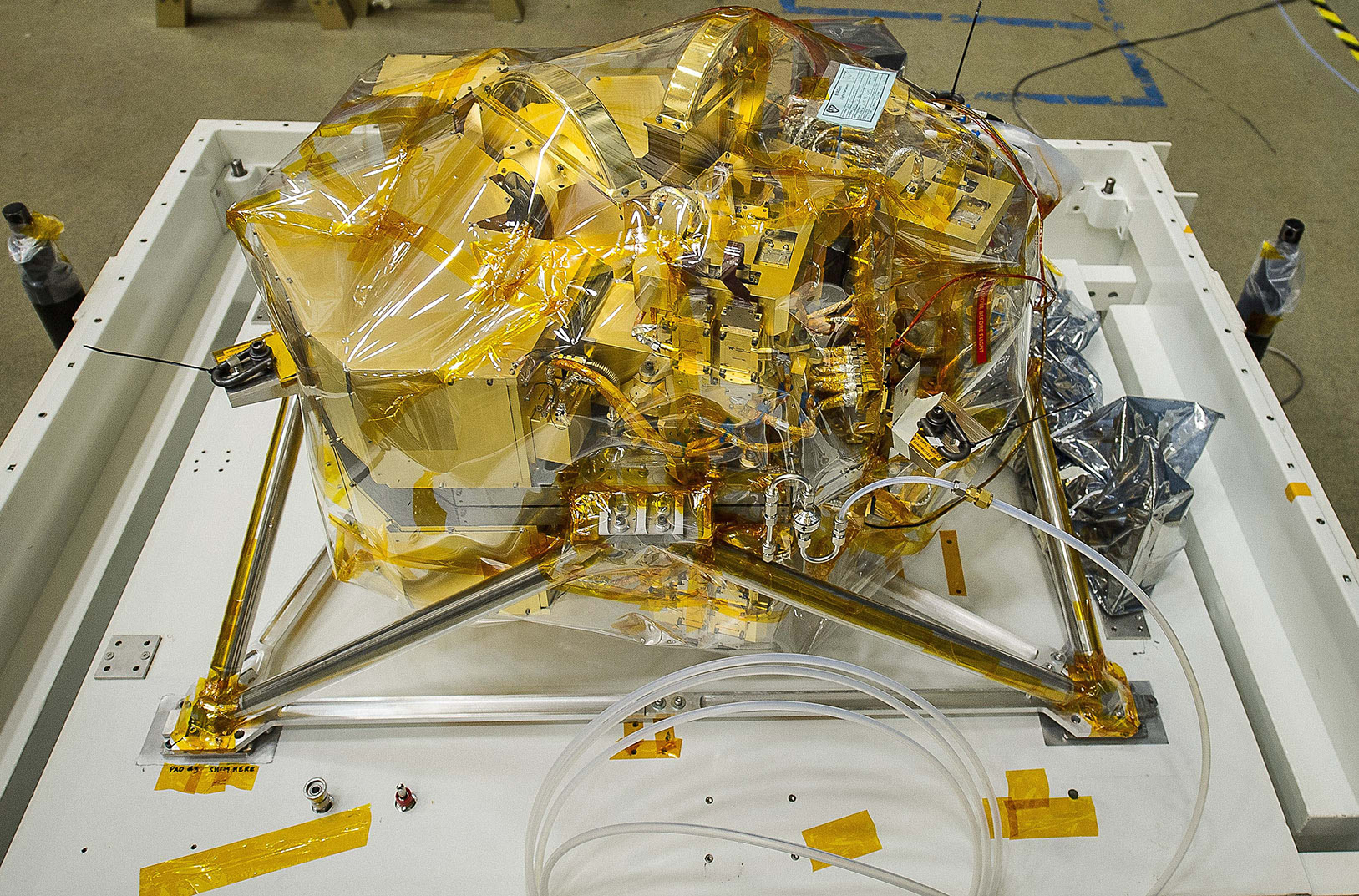
Primo piano della NIRCam, telecamera a raggi infrarossi del telescopio spaziale JWST

NIRCam (Near Infrared Camera) è una fotocamera a raggi infrarossi installata sul telescopio spaziale James Webb. NIRCam è stata creata da un team dell'Università dell'Arizona e della Lockheed Martin's Advanced Technology Center, guidata dalla principale ricercatrice, Marcia Rieke dell'Università dell'Arizona. Visualizza le lunghezza d'onda da 0,6 a 5 micron e opera come un sensore di fronte d'onda per allineare la luce rilevata dai 18 segmenti esagonali che compongono lo specchio primario del JWST come se fosse catturata da un unico grande specchio.
È una telecamera a raggi infrarossi con dieci rilevatori a matrice di materiale semi conduttore in tellururo di mercurio e cadmio (HgCdTe) e ogni matrice è costituita di 2048 X 2048 pixel.
La fotocamera ha un campo visivo di 2.2 x 2.2 arco min, con una risoluzione angolare di 0.07 arcsec a 2 micron. NIRCam è dotata di coronagrafi, che aiuta a raccogliere dati su esopianeti bloccando la luce della propria stella.
NIRCam dispone di due sistemi ottici completi per la ridondanza.